# پرتسله
پرتسله (به آلمانی: Prezelle) یک شهر در آلمان است که در نیدرزاکسن واقع شده‌است.

## خصوصیات
پرتسله ۴۱٫۵۱ کیلومترمربع مساحت دارد ۲۶ متر بالاتر از سطح دریا واقع شده‌است.